# Movimento Popular de Saúde
O Movimento Popular de Saúde (MOPS) surgiu no Brasil na década de 1970 a partir da mobilização pela saúde como direito social. Agregou integrantes de diversas entidades do campo da esquerda, como as Comunidades Eclesiais de Base (CEBs), ligadas à Teologia da Libertação, a Pastoral da Saúde, o movimento sindical e líderes comunitários. Sua criação oficial ocorreu no "III Encontro Nacional de Experiências em Medicina Comunitária", realizado em Goiânia, em 1981.
Apoiando-se no grande alcance do movimento católico em todo o território nacional, sobretudo através das CEBs, o MOPS se multiplicou por cidades de grande e pequeno porte, produzindo intensas ações de reivindicação por serviços de saúde. Exerceu papel fundamental na defesa da participação social no controle dos serviços públicos de saúde e do financiamento público do sistema de saúde durante a 8ª Conferência Nacional de Saúde (1986), um momento histórico de mobilização popular que culminou na criação do Sistema Único de Saúde.